# Sophus Tromholt
Sophus Tromholt, född 2 juni 1851 i Husum, Slesvig, död 17 april 1896 i Blankenhain, Thüringen, var en dansk norrskensforskare och fotograf.

## Biografi
Tromholt gick i först skolan i Randers, varefter han kom till Blågård Seminarium. Han började redan där att studera norrsken. Efter att ha avlagt skollärarexamen 1871, var han först lärare i Danmark, men bosatte sig 1875 i Norge, där han fick anställning som lärare i Bergen. Han lämnade denna tjänst 1882 och började studera norrsken, till vilket han fick stöd både från den norska regeringen och från bryggaren J.C. Jacobsen i Köpenhamn. Han ledde norrskensobservationer på flera hundra stationer och företog själv resor till Finnmark och Island, vilka han skildrade i sina böcker Under nordlysets straaler (1885) och Breve fra Ultima Thule (1885). Den första av dessa böcker utgavs ursprungligen på engelska. Under sina sista år bedrev han en omfattande verksamhet som föredragshållare, i vilket syfte han även reste omkring i USA.
Förutom ovannämnda böcker publicerade han flera mindre skrifter och talrika tidskriftsartiklar, huvudsakligen i astronomiska ämnen. Bestående värde har hans samlingar av norrskensobservationer, särskilt Om nordlysets perioder (i "Dansk meteorologisk aarbog" 1880) och Catalog der in Norwegen bis Juni 1878 beobachteten Nordlichter (1902), utgiven av Jens Fredrik Schroeter på uppdrag av Videnskabsselskabet i Kristiania och styrelsen för Fridtjof Nansens fond. Tromholt är även känd som etnografisk fotograf; hans bilder av landskap och samer i Kautokeino publicerades i Billeder fra lappernes land (1885). År 1886 flyttade han till Tyskland, där han avled på ett sanatorium.